# Emanuel Teodósio de La Tour de Auvérnia (cardeal)
Emanuel Teodósio de La Tour de Auvérnia, o Cardeal de Bulhão (em francês:  Emmanuel-Théodose de La Tour d'Auvergne, le Cardinal de Bouillon, 24 de agosto de 1643 - 2 de março de 1715) foi um cardeal francês, Decano do Colégio dos Cardeais.

## Biografia
De uma família nobre de francesa, era o sexto de dez filhos de Frederico Maurício de La Tour de Auvérnia, Duque de Bulhão, e de Leonor Catarina de Bergh. Seu pai renuncia ao principado de Sedan, que é reintegrado no Reino de França, mantendo-se como soberano de Bulhão.
Em 1667, Emanuel Teodósio conclui o doutoramento utroque iure de direito civil e canônico na Universidade de Paris.

## Vida religiosa
Criado cardeal-presbítero no consistório realizado em 5 de agosto de 1669, pelo Papa Clemente IX, recebendo o barrete cardinalício e o título de São Lourenço em Panisperna em 19 de maio de 1670. Em 1671, é nomeado Grão-esmoler da França, cargo ocupado até 1700. Passa para o título de São Pedro Acorrentado em 19 de outubro de 1676.
Passa para a ordem dos cardeais-bispos e assume a sé suburbicária de Albano em 19 de outubro de 1689, sendo consagrado em 20 de novembro pelo cardeal Flavio Chigi, assistido por Giovanni Battista Rubini, bispo de Vicenza, e por Francesco Giusti, bispo de Sutri e Nepi. Transferido para a Sé de Porto e Santa Rufina em 21 de julho de 1698. Desapontado por causa da negação do rei de certos benefícios para os membros de sua família, ele criticou-o em uma sátira e isto produziu sua queda em desgraça na corte francesa. Em 15 de dezembro de 1700, assume a suburbicária de Ostia–Velletri, sé do decano do Sacro Colégio dos Cardeais. Foi o consagrante do cardeal Giovanni Francesco Albani, em 1700.
Suas propriedades na França foram apreendidas e ele desistiu de voltar para a França. Ele foi exilado para a abadia de Tournus. Reconciliou-se com o rei da França e em maio de 1710, após ter solicitado a sua retirada da corte por um longo tempo, ele fugiu para os Países Baixos. Um mandado de prisão foi emitido pelo Parlamento Real, e seus bens foram confiscados novamente. Depois de alguns anos no exterior, durante o qual o cardeal enviou para o rei numerosas  mensagens, justificando sua conduta, suas receitas foram restauradas e foi-lhe dada autorização para residir em Roma.
Morreu em 2 de março de 1715, em Roma. Velado na igreja jesuíta do Santissimo Nome di Gesù, em Roma, onde o funeral ocorreu em 6 de março, foi transferido com uma cavalgada solene para a igreja de San Andrea al Quirinale e enterrado lá.

## Conclaves
- Conclave de 1669–1670 - participou da eleição do Papa Clemente X
- Conclave de 1676 - participou da eleição do Papa Inocêncio XI
- Conclave de 1689 - participou da eleição do Papa Alexandre VIII
- Conclave de 1691 - participou da eleição do Papa Inocêncio XII
- Conclave de 1700 - participou como Vice-decano da eleição do Papa Clemente XI